# Сан Винченцо
Сан Винченцо (итал. San Vincenzo) је насеље у Италији у округу Ливорно, региону Тоскана.
Према процени из 2011. у насељу је живело 6178 становника. Насеље се налази на надморској висини од 7 м.

## Становништво
Према резултатима пописа становништва 2011. у општини је живело 7.023 становника.
| 1931. | 1936. | 1951. | 1961. | 1971. | 1981. | 1991. | 2001. | 2011. |
| ----- | ----- | ----- | ----- | ----- | ----- | ----- | ----- | ----- |
| 3.202 | 3.927 | 5.089 | 5.673 | 7.182 | 7.558 | 7.175 | 6.540 | 7.023 |

## Партнерски градови
- Пфаркирхен
- Saint-Maximin-la-Sainte-Baume